# Buslijn L (Haaglanden)
Buslijn L was tweemaal een buslijn van HTM in de regio Haaglanden, in de Nederlandse provincie Zuid-Holland.

## Geschiedenis
1927-1947
- 1 januari 1927: De eerste instelling van lijn L vond plaats op het traject Gevers Deynootplein(Kurhaus) - Kamperfoelieplein. De lijnkleur was rood.
- 1 maart 1927: Gedurende een maand werd voor een aantal extra diensten op proef het eindpunt Gevers Deynootplein verlengd naar de Tapijtweg.
- 2 april 1927: De proef werd beëindigd en niet gecontinueerd.
- 22 december 1927: Lijn L kreeg gedurende  de wintermaanden zijn eindpunt op het Harstenhoekplein. In mei 1928 werd in de zomerperiode weer doorgereden naar het Gevers Deynootplein. Dit scenario werd een aantal jaren aangehouden.
- 1 april 1933: Het eindpunt Kamperfoelieplein werd verlegd naar het Chrysantplein.
- 1 juni 1935: Het eindpunt Chrysantplein werd verlegd naar het Pomonaplein.
- Lijn L reed niet tussen 10 en 15 mei 1940, vanwege de Duitse inval.
- 21 mei 1940: Lijn L werd opgeheven vanwege gebrek aan brandstof, veroorzaakt door oorlogsomstandigheden.
- 16 juli 1940: De dienstregeling werd hervat met zeer beperkte diensten. Op 15 september 1940 viel echter definitief het doek; lijn L zou gedurende de Tweede Wereldoorlog niet meer rijden.
- 30 juni 1946: De dienst werd hervat op het traject Gevers Deynootplein - Appelstraat. Lijn L werd omgezet in een concertlijn gedurende de zomerperiode en reed tot november 1946. Ook in 1947 werd de lijn op deze wijze geëxploiteerd tussen 4 juni en 3 september.
- 3 september 1947: Lijn L werd opgeheven.

### 1948-1955
- 19 januari 1948: De tweede instelling van lijn L vond plaats op het traject Tesselseplein - Gevers Deynootplein.
- 1 juni 1948: De lijn werd aan beide kanten verlengd. Het eindpunt Tesselseplein werd verlegd naar het Eiberplein. Aan de andere kant van de lijn werd een trajectdeel Gevers Deynootplein - Schenkkade toegevoegd. Dit trajectdeel was in 1946 en 1947 al als zomer- en concertlijn onderhouden door lijn S.
- 1 oktober 1948: Het eindpunt Eiberplein ging weer terug naar het Tesselseplein. Deze wijziging zou de volgende jaren nog een aantal keren plaatsvinden: op 1 augustus 1949 naar het Eiberplein, op 1 september 1949 naar het Tesselseplein, op 15 juli 1950 naar het Eiberplein en op 1 september 1950 naar het Tesselseplein.
- 31 oktober 1955: Lijn L werd opgeheven in het kader van de wijziging van alle Haagse buslijnnummers van letters in cijfers. Het traject werd overgenomen door lijn 23.